# Aeroporto de Ca Mau
O Aeroporto de Ca Mau (IATA: CAH, ICAO: VVCM) (em vietnamita: Sân bay Cà Mau) situa-se em Cà Mau, província de Cà Mau, ilha Đồng Bằng Sông Cửu Long, Vietnã. É o maior dos quatro aeroportos que servem a província de Ca Mau, na região das Detal do Rio Mekong vietnamita.

## Linhas aéreas e destinos
- Vietnam Airlines - Aeroporto Internacional Tan Son Nhat (Cidade de Ho Chi Minh)